# Чемпионат России по боксу среди женщин 2019
Чемпионат России по боксу среди женщин 2019 года проходил в Кемерово с 21 по 28 апреля. В соревновании приняли участие 165 спортсменок, разыгравшие награды в 10 весовых категориях.

## Медалисты
| Весовая категория | Золото                                                      | Серебро                                                 | Бронза |
| ----------------- | ----------------------------------------------------------- | ------------------------------------------------------- | --- |
| до 48 кг          | Екатерина Пальцева Московская область / Мордовия            | Екатерина Пинигина Мордовия                             | Юлия Чумгалакова Московская область Алёна Артёмова Москва / Ульяновская область                                        |
| до 51 кг          | Лилия Аетбаева Кемеровская область                          | Елена Савельева Московская область                      | Александра Кулешова Челябинская область Светлана Солуянова Москва / Ульяновская область                                |
| до 54 кг          | Карина Тазабекова Санкт-Петербург                           | Саяна Сагатаева Хакасия                                 | Екатерина Сычёва Оренбургская область Елизавета Карташкова Челябинская область                                         |
| до 57 кг          | Людмила Воронцова Бурятия                                   | Дарья Абрамова Тульская область / Рязанская область     | Валерия Девятайкина Москва Малика Шахидова Ставропольский край                                                         |
| до 60 кг          | Анастасия Белякова Московская область / Челябинская область | Анастасия Эсман Москва                                  | Анна Краснопёрова Москва Наталья Шадрина Бурятия                                                                       |
| до 64 кг          | Екатерина Дынник Кемеровская область                        | Орнелла Хетеева Северная Осетия                         | Ланна Малюганова Челябинская область Александра Ордина Санкт-Петербург                                                 |
| до 69 кг          | Саадат Далгатова Московская область                         | Ярослава Якушина Московская область / Дагестан          | Татьяна Соломатина Санкт-Петербург Дарима Сандакова Московская область / Бурятия                                       |
| до 75 кг          | Анастасия Шамонова Краснодарский край                       | Оксана Трофимова Челябинская область                    | Елена Гапешина Бурятия / Севастополь Анна Анфиногенова Кемеровская область                                             |
| до 81 кг          | Анна Иванова Краснодарский край                             | Любовь Юсупова Ханты-Мансийский автономный округ — Югра | Мария Шишмарёва Московская область / Забайкальский край Мария Уракова Ульяновская область / Чукотский автономный округ |
| свыше 81 кг       | Кристина Ткачёва Бурятия                                    | Зенфира Магомедалиева Дагестан                          | Александра Дмитриева Красноярский край Виктория Крылова Республика Коми                                                |